# ميخائيل أونيل
ميخائيل أونيل (بالإنجليزية: Michael O'Neill)‏ هو سياسي بريطاني (وحمل سابقاً جنسية المملكة المتحدة لبريطانيا العظمى وأيرلندا)، ولد في 7 أكتوبر 1909، وتوفي في 4 أكتوبر 1976. في الانتخابات العامة في المملكة المتحدة 1951 ‏، انتخب عضو برلمان المملكة المتحدة الـ40 عن دائرة وسط الستر (25 أكتوبر 1951 – 6 مايو 1955).